# Campionati italiani di triathlon del 2016
I Campionati italiani di triathlon del 2016 (XXVIII edizione) si sono tenuti a Caorle in Veneto, in data 30 luglio 2016.
Tra gli uomini ha vinto Luca Facchinetti (Triathlon Team Ravenna), mentre la gara femminile è andata a Verena Steinhauser (Triathlon Cremona Stradivari).

## Risultati

### Élite uomini
| Pos. | Atleta               | Società sportiva           | Nuoto    | Bici     | Corsa    | Totale   |
| ---- | -------------------- | -------------------------- | -------- | -------- | -------- | -------- |
|      | Luca Facchinetti     | Triathlon Team Ravenna     | 00:20:19 | 00:58:10 | 00:33:03 | 01:52:24 |
|      | Delian Dimko Stateff | Fiamme Azzurre             | 00:20:23 | 00:58:04 | 00:33:26 | 01:52:43 |
|      | Massimo De Ponti     | Carabinieri                | 00:20:21 | 00:58:07 | 00:33:47 | 01:53:10 |
| 4    | Giulio Molinari      | Carabinieri                | 00:20:21 | 00:57:00 | 00:35:35 | 01:53:50 |
| 5    | Gregory Barnaby      | 707 Triathlon Team         | 00:19:57 | 00:58:33 | 00:34:52 | 01:54:12 |
| 6    | Marco Dalla Venezia  | Liger Team Keyline         | 00:19:52 | 00:58:35 | 00:35:06 | 01:54:31 |
| 7    | Dario Chitti         | CUS Parma                  | 00:20:22 | 00:58:04 | 00:35:31 | 01:54:44 |
| 8    | Tommaso Crivellaro   | DDS                        | 00:20:18 | 00:58:11 | 00:35:34 | 01:54:56 |
| 9    | Alberto Casadei      | Fiamme Oro                 | 00:20:59 | 00:58:16 | 00:35:34 | 01:55:42 |
| 10   | Stefano Rigoni       | Padova Nuoto Fidia         | 00:19:51 | 00:58:38 | 00:37:10 | 01:56:35 |
| 11   | Marco Corrà          | Minerva Roma               | 00:20:21 | 00:58:02 | 00:37:35 | 01:56:56 |
| 12   | Riccardo Mosso       | 707 Triathlon Team         | 00:21:22 | 00:59:57 | 00:34:52 | 01:57:08 |
| 13   | Jonathan Ciavattella | Esercito                   | 00:21:01 | 00:58:08 | 00:37:09 | 01:57:25 |
| 14   | Lorenzo Ciuti        | Minerva Roma               | 00:21:35 | 00:59:48 | 00:35:12 | 01:57:30 |
| 15   | Nicola Azzano        | CUS Udine                  | 00:20:54 | 01:00:21 | 00:35:16 | 01:57:34 |
| 16   | Gabriele Salini      | 707 Triathlon Team         | 00:21:38 | 00:59:50 | 00:35:12 | 01:57:37 |
| 17   | Enrico Ferlazzo      | PPRTeam                    | 00:20:53 | 01:00:35 | 00:35:22 | 01:57:50 |
| 18   | Valerio Cattabriga   | Minerva Roma               | 00:21:38 | 00:59:43 | 00:36:05 | 01:58:20 |
| 19   | Mirko Lazzaretto     | Tri. Rari Nantes Marostica | 00:20:52 | 01:00:28 | 00:36:22 | 01:58:36 |
| 20   | Alessio Fioravanti   | Minerva Roma               | 00:20:59 | 01:00:25 | 00:36:56 | 01:59:15 |

### Élite donne
| Pos. | Atleta              | Società sportiva             | Nuoto    | Bici     | Corsa    | Totale   |
| ---- | ------------------- | ---------------------------- | -------- | -------- | -------- | -------- |
|      | Verena Steinhauser  | Triathlon Cremona Stradivari | 00:22:07 | 01:03:48 | 00:38:24 | 02:05:12 |
|      | Sara Papais         | T.D. Rimini                  | 00:21:58 | 01:03:58 | 00:39:05 | 02:05:58 |
|      | Giorgia Priarone    | T.D. Rimini                  | 00:23:28 | 01:03:25 | 00:38:40 | 02:06:35 |
| 4    | Elena Maria Petrini | Fiamme Azzurre               | 00:22:07 | 01:03:51 | 00:39:47 | 02:06:46 |
| 5    | Ilaria Zane         | DDS                          | 00:22:09 | 01:03:48 | 00:39:54 | 02:06:56 |
| 6    | Angelica Olmo       | Carabinieri                  | 00:22:07 | 01:03:49 | 00:40:34 | 02:07:25 |
| 7    | Sara Dossena        | Raschiani Tri Pavese         | 00:23:54 | 01:05:30 | 00:37:36 | 02:08:00 |
| 8    | Margie Santimaria   | Fiamme Oro                   | 00:22:06 | 01:03:50 | 00:41:43 | 02:08:34 |
| 9    | Francesca Ferlazzo  | Triathlon Team Spezia        | 00:22:05 | 01:03:50 | 00:45:03 | 02:12:02 |
| 10   | Sharon Spimi        | Pol. Riccione                | 00:21:44 | 01:04:13 | 00:45:25 | 02:12:29 |
| 11   | Veronica Signorini  | Triathlon Cremona Stradivari | 00:22:11 | 01:03:50 | 00:46:03 | 02:13:03 |
| 12   | Caterina Cassinari  | Pianeta Acqua                | 00:22:42 | 01:06:43 | 00:44:16 | 02:14:46 |
| 13   | Tania Molinari      | Piacenza Triathlon Vivo      | 00:23:05 | 01:06:25 | 00:45:48 | 02:16:19 |
| 14   | Cecilia D'Aniello   | T.D. Rimini                  | 00:23:51 | 01:05:37 | 00:46:39 | 02:17:10 |
| 15   | Lisa Schanung       | Esercito                     | 00:24:03 | 01:09:50 | 00:43:03 | 02:18:02 |
| 16   | Myriam Grassi       | 707 Triathlon Team           | 00:24:08 | 01:09:42 | 00:44:23 | 02:19:11 |
| 17   | Michela Pozzuoli    | Minerva Roma                 | 00:22:10 | 01:07:20 | 00:49:41 | 02:20:10 |
| 18   | Valentina Tagliabue | 707 Triathlon Team           | 00:25:17 | 01:10:29 | 00:43:35 | 02:20:39 |
| 19   | Giulia Fiorin       | Padova Nuoto Fidia           | 00:25:20 | 01:10:28 | 00:44:51 | 02:21:52 |
| 20   | Sara Foschi         | Minerva Roma                 | 00:25:01 | 01:10:52 | 00:45:07 | 02:22:03 |